# George Seremetis
George Dimitriou Seremetis (griego: Γεώργιος Σερεμέτης) (* Skamnia Elassonas, 1879 - 1950) fue un destacado abogado griego y Nazi-alcalde de Salónica durante la Segunda Guerra Mundial.
Seremetis nació en 1879 en Skamnia Elassonas, bajo el dominio del Imperio Otomano.  Al poco tiempo de su nacimiento, la ciudad de Larissa fue liberada y su familia se trasladó allí. En 1897, George Seremetis empezó sus estudios en la escuela de Leyes de la Universidad de Atenas. Se graduó en 1902, ejerciendo su profesión en Larissa durante diez años.
Se trasladó a Salónica en 1913 cuando la ciudad se liberó del dominio otomano. Entre 1914 y 1922, participó en la administración de la Asociación Colegio de abogados de Salónica y entre 1922 y 1926 fue su secretario general. En 1922, Seremetis contrajo matrimonio con Calliope Tatti con quien tuvo dos hijos.
De 1926 a 1945, fue elegido presidente del Colegio de abogados de Salónica por alta mayoría.   
Falleció en 1950 de un ataque al corazón.